# Corydalidae
Họ Corydalidae bao gồm các loài côn trùng thuộc bộ megaloptera. Chúng chủ yếu xuất hiện trên khắp Bắc bán cầu, cả ôn đới, nhiệt đới và Nam Mỹ.
Chúng là loài Megaloptera khá lớn, với cơ thể thường lớn hơn 25 mm (1 inch). Chúng thường có râu dài dạng sợi, tuy nhiên con đực chúng có lông đặc trưng. Đoạn chân thứ tư có hình trụ. Bốn cánh lớn trong mờ, xám khói, cặp cánh trước dài hơn cặp sau một chút. Ấu trùng dưới nước của chúng được sử dụng làm mồi câu cá và được gọi là hellgrammites.

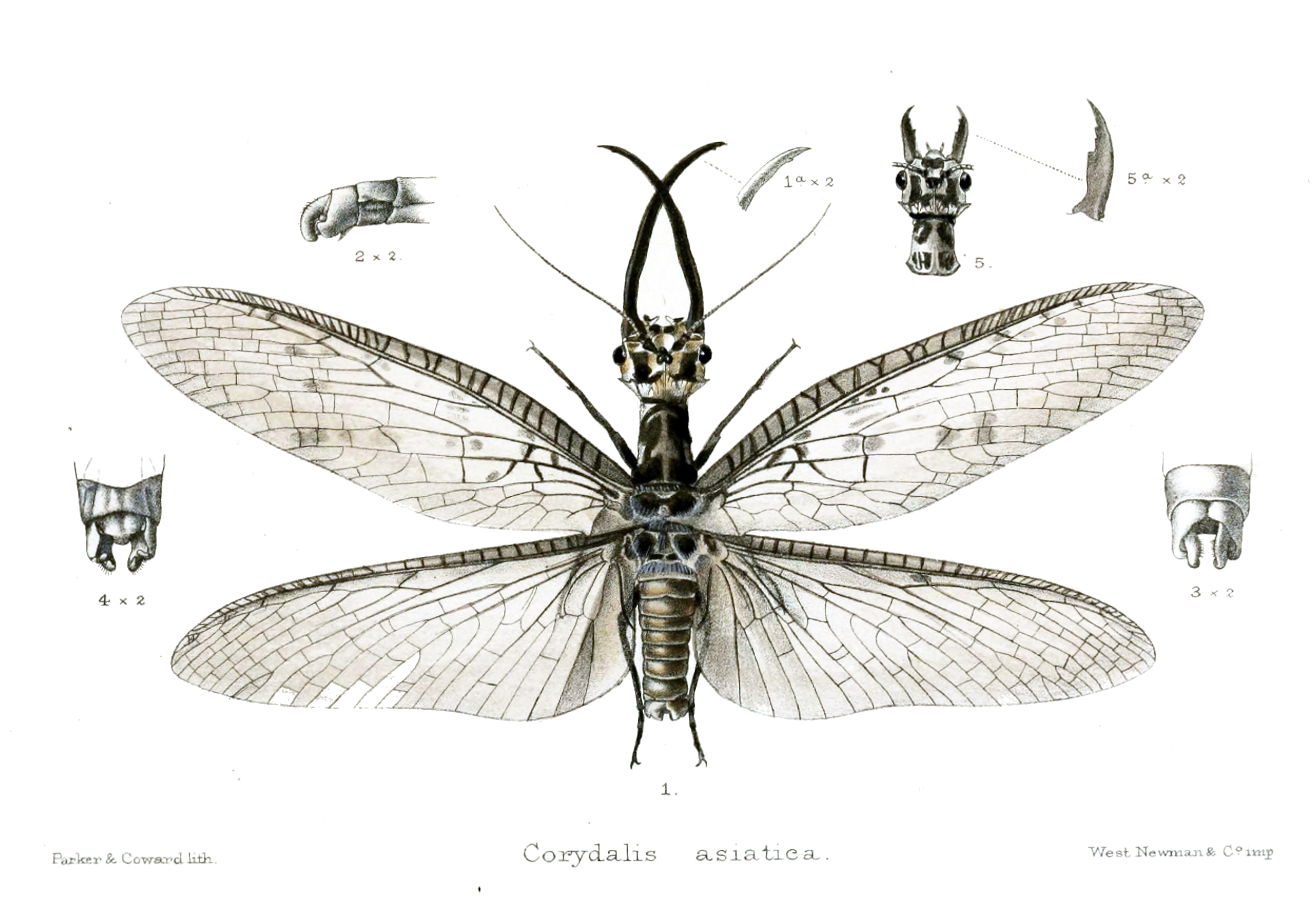
Acanthacorydalis asiatica

Ấu trùng là loài sống dưới nước, hoạt động mạnh, được trang bị các hàm dưới sắc nhọn, và thở bằng các sợi tơ phế quản ở bụng. Khi có kích thước đầy đủ - có thể mất vài năm - chúng rời khỏi nước và trải qua giai đoạn nhộng yên bình trên cạn, trong các khoang đào dưới đá hoặc khúc gỗ, trước khi biến thái thành côn trùng trưởng thành về mặt giới tính.

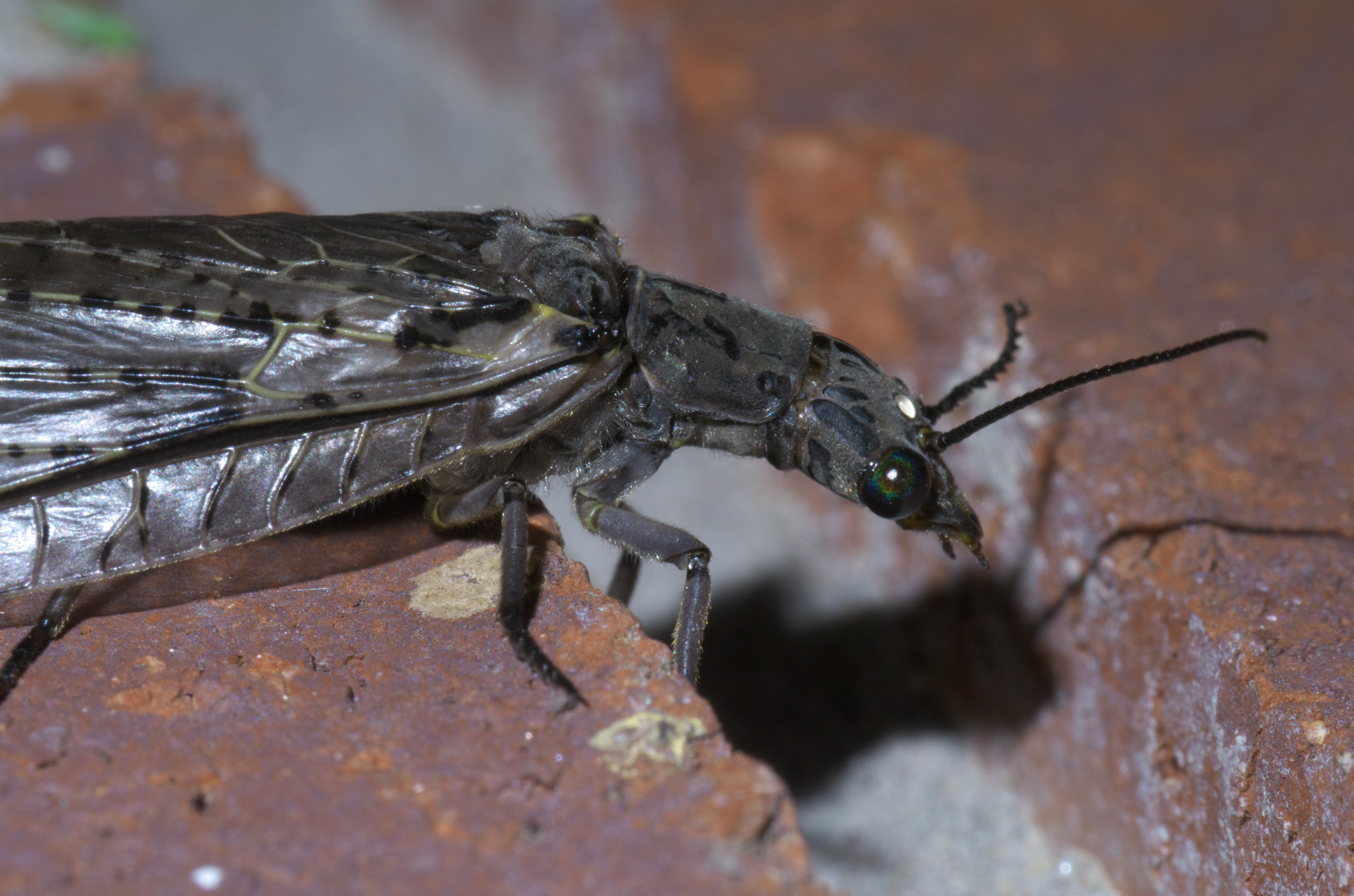
Chauliodes pectinicornis
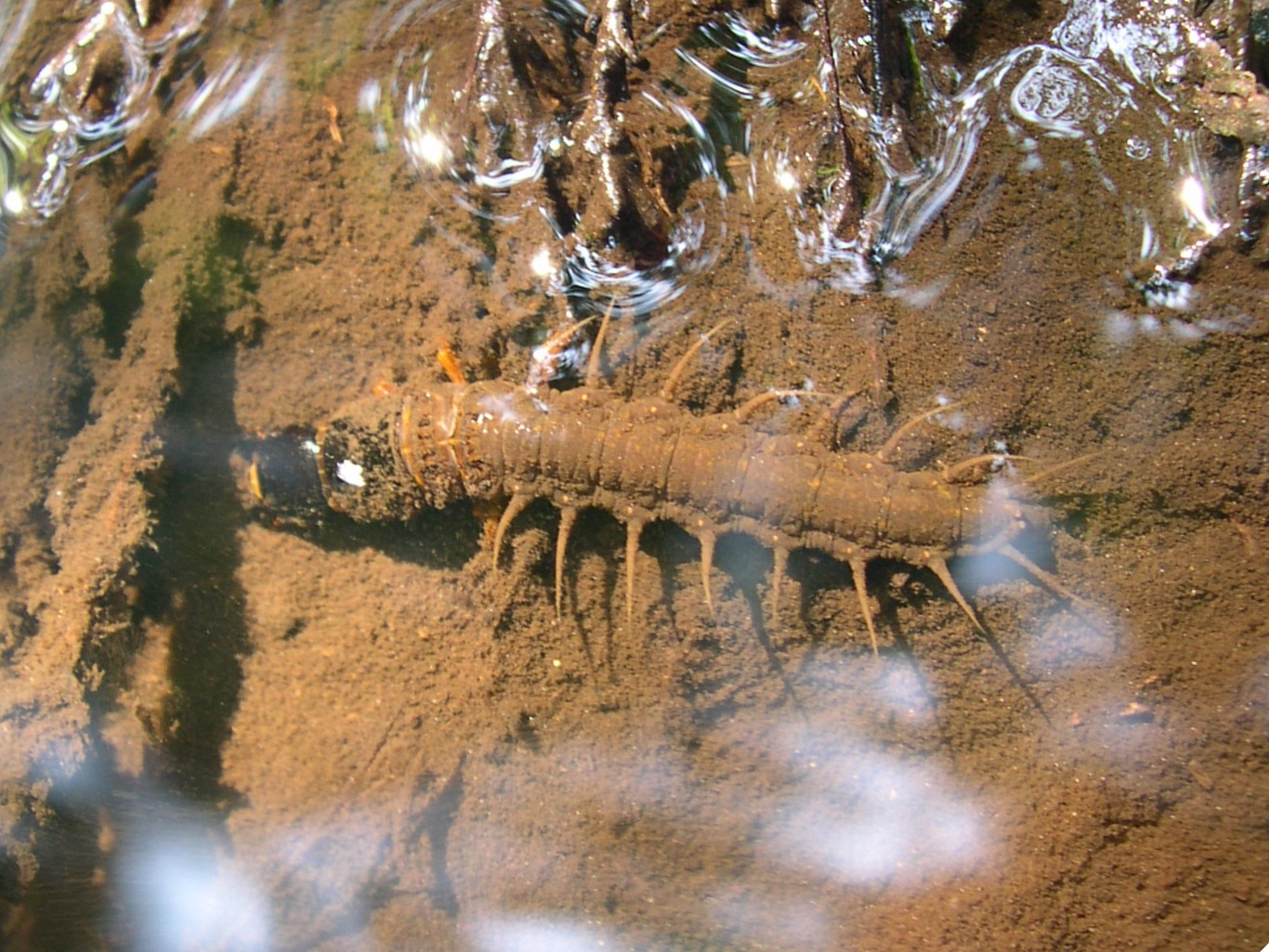
Parachauliodes japonicus
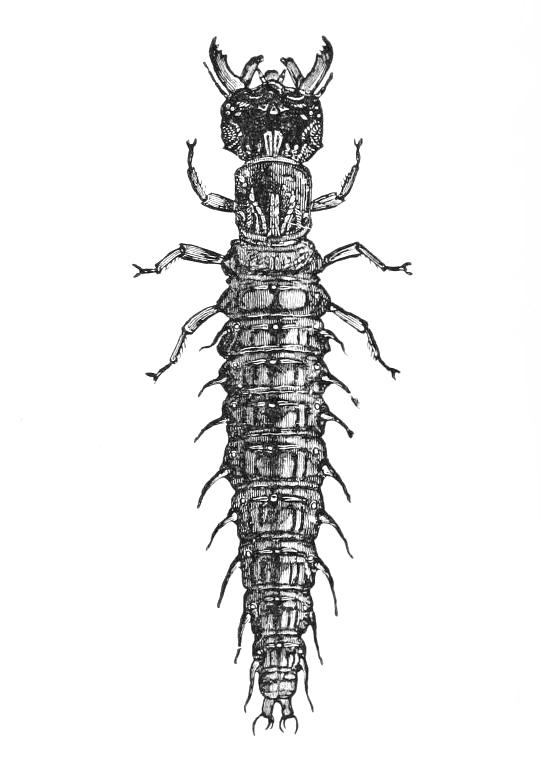
Ấu trùng

## Các chi
36 chi thuộc bộ Corydalidae:
- Acanthacorydalis c g
- Anachauliodes c g
- Apochauliodes c g
- Archichauliodes c g
- Chauliodes Latreille, 1796 i c g b
- Chauliosialis c g
- Chloronia Banks, 1908 i c g
- Chloroniella c g
- Corydalites c g
- Corydalus Latreille, 1802 i c g b
- Cratocorydalopsis c g
- Cretochaulus c g
- Ctenochauliodes c g
- Dysmicohermes Munroe, 1953 i c g b
- Eochauliodes c g
- Jurochauliodes c g
- Lithocorydalus c g
- Madachauliodes c g
- Neochauliodes c g
- Neohermes Banks, 1908 i c g b
- Neoneuromus c g
- Neurhermes c g
- Neuromus g
- Nevromus c g
- Nigronia Banks, 1908 i c g b
- Nothochauliodes c g
- Orohermes Evans, 1984 i c g b
- Parachauliodes c g
- Platychauliodes c g
- Platyneuromus Weele, 1909 i c g
- Protochauliodes Weele, 1909 i c g b
- Protohermes  van-der Weele, 1907 g
- Puri c g
- Sinochauliodes c g
- Taeniochauliodes c g

Data sources: i = ITIS, c = Catalogue of Life, g = GBIF, b = Bugguide.net